# La Bodega (film, 1930)
Cet article possède un paronyme, voir Bodega (homonymie).
La Bodega est un film muet film franco-espagnol réalisé par Benito Perojo, sorti en 1930.

## Synopsis
L'histoire se déroule dans un village d'Andalousie. Fermin travaille dans l'exploitation vinicole du riche Pablo Dupont. Il vit avec sa fille Maria Luz. Il recueille chez lui Raphaël, un jeune parent, contrebandier en fuite. Raphaël et Maria Luz s'aiment et se fiancent. Pablo le propriétaire courtise également Maria Luiz et au cours d'une fête du vin, où elle s'est enivrée, il abuse d'elle [...] 

## Fiche technique
- Réalisation : Benito Perojo
- Scénario : Vicente Blasco Ibáñez (auteur de la nouvelle), Benito Perojo
- Musique : Enric Granados et Joaquín Turina
- Chef opérateur : Paul Cotteret et Albert Duverger
- Directeur artistique : Louis de Carbonnat et Mario Nalpas
- Décor plateau : Lucien Aguettand et Lucien Carré
- Sociétés de production : Compagnie Générale Cinématographique (CGC) et Julio César
- Format : version Muet et version Son mono - 35 mm - Noir et blanc
- Durée 87 minutes
- Dates de sortie :
  - France : 27 juin 1930
  - Espagne : 26 février 1930

## Distribution
- Concha Piquer : Maria Luz, la fille de Fermin
- Gabriel Gabrio : Fermin
- Jean Coste : Pablo Dupont
- Colette Darfeuil : la Marquesita
- Enrique Riveros : Raphaël
- Valentin Parera : Don Luis
- Joaquin Carrasco
- Régina Dalthy
- María Luz Callejo
- Madame Guillaume